# Pueblo paraguano
Los paraguanos (paraguano: Pala’wan) o palahuanos son una etnia que se originó en la provincia de La Paragua en Filipinas. Se distingue entre ellos y los paragüeños, refiriendo estos últimos a la población general de la provincia, especialmente en la tierra baja.
Los taawtbato son un subgrupo del pueblo paraguano.